# Amir Hadad
Ne doit pas être confondu avec Amir Haddad.
Pour les articles homonymes, voir Hadad.
Amir Hadad, né le 17 février 1978 à Lod en Israël, est un joueur israélien de tennis.

## Carrière
Il a remporté 1 tournoi Challenger en simple à Hô-Chi-Minh-Ville en 2003 et 4 tournois Future.
Il a attiré l'attention des médias en 2002 lorsqu'il a participé aux côtés du joueur de tennis pakistanais Aisam-Ul-Haq Qureshi aux tournois de double de Wimbledon puis de l'US Open. Ils ont ensemble atteint le troisième tour de Wimbledon et le second tour de l'US Open, perdant lors de ce dernier contre la paire tenante du titre. L'ATP leur décernera le prix Arthur Ashe de la sportivité à la suite de cette association.
Toujours en 2002 à Roland Garros, il joue pour la première fois dans le tableau final d'un tournoi du Grand Chelem en simple. Il bat Olivier Rochus (6-1, 6-2, 64-7, 6-2) au premier tour puis perd au deuxième contre Jarkko Nieminen (7-64, 4-6, 4-6, 5-7).
Il a joué avec l'équipe d'Israël de Coupe Davis dans le groupe mondial lors des barrages en 1998 face à la France où il perd ses deux matchs en simple et lors du premier tour en 2009 face à la Suède où il perd son match de double.
Joueurs les mieux classés qu'il ait battu :
- Olivier Rochus no 78 (6-1, 6-2, 6-7(4), 6-2).
- Markus Hipfl no 68 (6-3, 6-0) (match sans enjeu de Coupe Davis)